# Seniorát (správní jednotka)
Seniorát (někdy též seniorátní sbor) je název pro správní jednotku některých (převážně evangelických) církví působících převážně ve střední Evropě. Seniorát sdružuje zpravidla na územním principu farní sbory. V čele seniorátu stojí zpravidla duchovní s titulem senior. Je-li zřízena funkce jeho náměstka, nese tento náměstek titul konsenior. Vedle seniora je zpravidla v čele seniorátu též laický představitel s titulem seniorátní kurátor.

## Senioráty v České republice
V České republice na senioráty člení Českobratrská církev evangelická (dělí se na 14 seniorátů), Církev bratrská (12 seniorátů) a Slezská církev evangelická augsburského vyznání (5 seniorátů).

## Senioráty v zahraničí
V zahraničí se na senioráty člení např. Slovenská evangelická církev augsburského vyznání v Srbsku (dělí se na 3 senioráty), Evangelická církev augsburského vyznání na Slovensku (dělí se na 14 seniorátů), Reformovaná křesťanská církev na Slovensku (dělí se 9 seniorátů, z nichž 2 jsou slovenské a 7 maďarských) či Polská národní katolická církev (v USA a Kanadě).